# Albert Szenczi Molnár
Albert Szenczi Molnár, né le 30 août 1574 à Senec et mort le 17 janvier 1634 à Cluj-Napoca est un pasteur calviniste hongrois, linguiste, philosophe, poète, écrivain religieux, traducteur et éditeur.
Bien qu'il ait vécu la plus grande partie de sa vie en pays allemand (Wittemberg, Strasbourg, Heidelberg, Altdorf, Marbourg et Oppenheim) et que la majorité de son œuvre y soit née, Albert Szenczi Molnár a contribué à l'enrichissement culturel de son pays. Citant ses amis, il écrit dans une de ses lettres : « Tout le monde dit et confirme qu'en publiant un dictionnaire unique, souhaité par tous les étudiants en Hongrie, je peux servir mon pays bien plus qu'en enseignant à la jeunesse et au presbytère pendant quelques années. »
Ses dictionnaires latino-hongrois pionniers (Dictionarium Latinovngaricvm et Dictionarivm Vngarico-Latinvm, tous deux parus en 1604), furent, avec plusieurs révisions, encore utilisés jusqu'à la première moitié du XIXe siècle. Il a défini pour la première fois une grande partie de la terminologie littéraire et scientifique en langue hongroise. Sa grammaire hongroise en latin a été utilisée comme référence jusqu'au XVIIIe siècle, et son œuvre a grandement contribué à l'unification de la langue et de l'orthographe hongroises. Ses traductions des Psaumes, les éditions révisées de la Bible de Vizsoly, les Institutions de la religion chrétienne de Jean Calvin et le Catéchisme de Heidelberg constituent un héritage vivant qui a eu une influence notable sur la littérature et la poésie hongroises.

## Biographie
Son arrière-grand-père est originaire du Pays sicule et a combattu au siège de Naples en tant que soldat de Matthias Corvin. Après le siège, il s'installe dans le comitat de Pozsony. Il nomme son fils d'après sa profession, meunier, donc Molnár. C'est également le nom de son petit-fils, le père d'Albert Szenczi Molnár qui vivait dans le bourg de Szenc (aujourd'hui : Senec, Slovaquie) et travaillait comme meunier maçon. Au moment de la naissance d'Albert, son père est assez riche mais après sa mort en 1603, la famille vécut dans une extrême pauvreté.
Albert Molnár commence ses études dans sa ville natale le 7 septembre 1584. Après la mort de sa mère en 1585, il étudie à Győr pendant cinq mois, pendant un an et demi à partir de 1857 à Gönc et enfin de 1588 jusqu'à l'été 1590 à Debrecen. À Gönc, en compagnie de Gáspár Károlyi, il est présent à la traduction et à l'impression de la Bible de Vizsoly. À Debrecen, István Csorba est son professeur.
En 1590, il est d'abord précepteur à Kassa (aujourd'hui Košice, Slovaquie), puis le 1er novembre, il part à l'étranger. Il visite tout d'abord le berceau de la Réforme, Wittenberg. À l'été 1591, il étudie à Dresde au lycée Sainte-Croix (Gymnasium zum Heiligen Kreuz), à l'automne à nouveau à Wittenberg et enfin à Heidelberg en 1592. Le 1er mai, il se rend à Strasbourg, où il est accepté comme ancien élève du Collegium Wilhelmiticum. Au cours de l'été 1596, il visite Genève, où il rencontre le vieux Théodore de Bèze. De retour à Strasbourg, il poursuit ses études, mais la même année, il est banni de cette ville luthérienne en raison de son calvinisme. Il ne revient en Allemagne qu'après un long voyage en Suisse et en Italie. Le 4 décembre 1596, il est accepté au Casimirianum de Heidelberg comme étudiant en théologie. Le 22 janvier 1597, il s'inscrit à l'université, où il étudie jusqu'en 1599.
Fin octobre 1599, après neuf ans d'errance à l'étranger, il rentre chez lui pour trouver des mécènes parmi la noblesse protestante. Il resta à Szenc jusqu'en 1600 et voyage dans toute la Haute-Hongrie. En mars 1600, il retourne en Allemagne et se présente dans plusieurs villes (Altdorf, Heidelberg, Spire et Francfort). Après le 23 novembre, il étudie à Herborn (Hesse). Le 19 juillet 1601, il reçoit son diplôme des mains de Johannes Piscator qui souhaite qu'il devienne professeur de l'institution, mais cela ne fut pas possible. En 1601, il travaille comme correcteur pour la maison d'édition de Johannes Saur et en 1602 comme tuteur à Amberg. Le 23 janvier, il s'inscrit à l'université d'Altdorf et commence à rédiger son dictionnaire latin-hongrois. Il fait don de la première partie du dictionnaire à Rodolphe II, empereur du Saint-Empire, et lorsque le livre est publié, il se rend à Prague pour le montrer personnellement au monarque. Il y reçoit les honneurs et est accueilli par de nombreuses personnalités, dont Johannes Kepler. Les conseillers de l'empereur souhaitent qu'il se convertisse à la religion catholique romaine, ils l'envoient alors à l'Université de Vienne avec 50 forints pour rembourser ses frais de voyage. Lorsque la guerre d'indépendance éclate, Stephen Bocskay retourne dans le Saint-Empire romain germanique.
En Allemagne, il est patronné par deux monarques protestants, l'électeur palatin Frédéric IV et Maurice, landgrave de Hesse-Kassel. En 1606, à Heidelberg, Frédéric lui accorde une rente alimentaire de professeur et, de 1607 à 1611, il est hébergé par Maurice à Marbourg. Szenczi rédige sa grammaire hongroise (1604) en l'honneur de Maurice qui parle hongrois et est très instruit, et la publie à nouveau en 1611 avec un glossaire grec. Ses traductions de psaumes paraissent à cette période, ainsi que le Catéchisme de Heidelberg (1607) et la Bible de Hanau (1608), qui est la version révisée de la Bible de Vizsoly. Le 8 octobre 1611, il épouse Kunigunda von Ferinar de la famille de Luther, ex-épouse d'un enseignant appelé Conrad Vietor. Ils eurent 2 fils et 4 filles (1612, John Albert, 1614 : Elizabeth, 1617 Mary Magdalene, 1618, Paul, 1620 : Elizabeth Kunigunda, 1623 : Mary Elizabeth). Probablement en 1611-1612, il travaille comme correcteur d'épreuves à Oppenheim. En 1612, une semaine après le baptême de son fils, il part pour la Hongrie, où il assista au synode de Köveskút.
Pendant un certain temps, il est chef d'imprimerie dans la ville natale de sa femme à Oppenheim. Puis, en 1613, il s'installe avec sa famille en Hongrie, où il travaille comme pasteur, d'abord à Városszalónak puis à Rohonc. Comme il n'a pas réussi à y créer un atelier d'imprimerie, il s'est fait inviter et nommer professeur au collège de Gyulafehérvár (aujourd'hui : Alba Iulia, Roumanie ), mais il retourne en Allemagne pour raisons familiales. Selon l'historien de l'art Samu Benkő, il est concevable que Szenczi ait effectué une mission diplomatique pour Gabriel Bethlen : le monarque voulait ainsi entrer en contact avec l'Union protestante. Szenczi fut nommé chantre de l'église Saint-Sébastien en octobre 1615, ainsi que professeur de l'école, puis en 1617 recteur par le fils de son ancien patron Frédéric V, électeur palatin. Parallèlement à son travail administratif, il continue à travailler sur la littérature calviniste hongroise.
En raison de la guerre de Trente Ans, il perd sa maison et s'installe à la cour royale de Heidelberg. La ville est ravagée par les soldats du comte Tilly après la bataille de la Montagne-Blanche ; les biens de Szenczi sont pillés et il est et torturé. Il émigre alors à Hanau où il publie la traduction des Institutions de la Religion Chrétienne commandée par Gabriel Bethlen. Après un voyage aux Pays-Bas, il reçoit à nouveau une invitation de Bethlen en 1624 qu'il rejoint finalement. Après 1625, il vit à Kassa et après 1629 à Kolozsvár (aujourd'hui : Cluj-Napoca, Roumanie). Lors de son séjour ultérieur en Hongrie, il sombre dans la pauvreté et l'oubli, car le nouveau monarque George I Rákóczi ne le soutient pas efficacement. En janvier 1634, il meurt de la peste. Un poème latin de Johann Heinrich Bisterfeld (en) est gravé sur sa pierre tombale.

## Porträts
Connu tôt de son vivant, Molnár vécut jusqu'à l'âge de 60 ans. Des quatre portraits reproduits ici, les deux premiers auraient été réalisés à peu près à la même époque et le dernier, selon la légende de l'ouvrage, vers 1624 à Hanau, avant son installation définitive en Transylvanie.

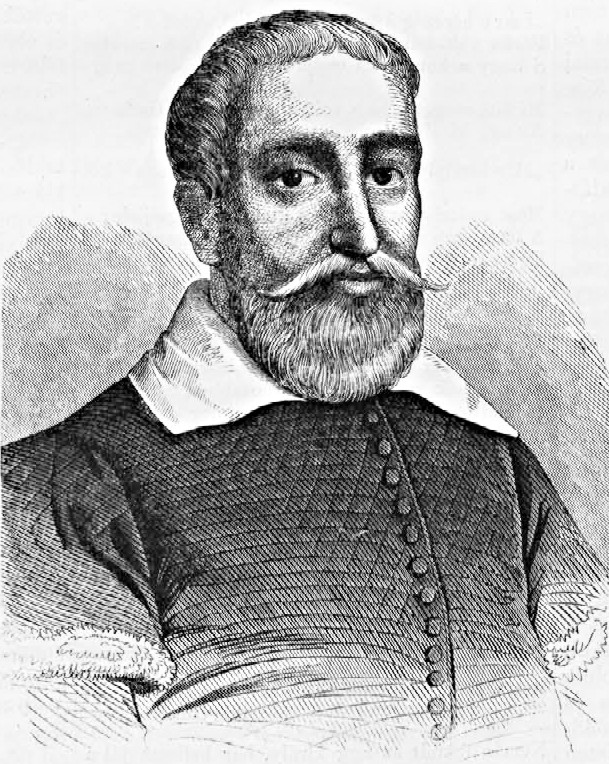
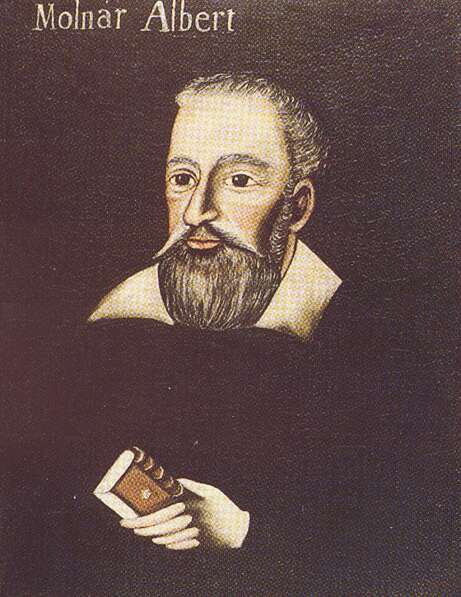
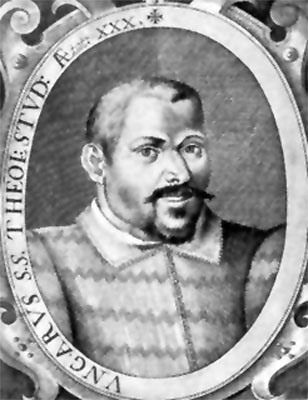
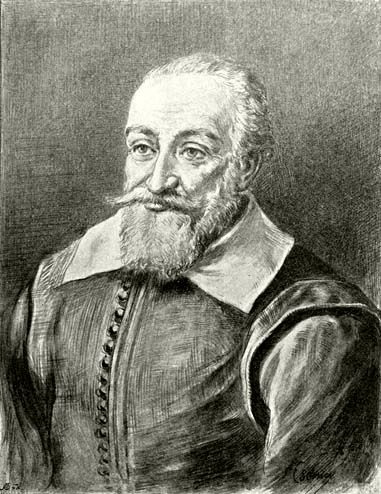

## Ouvrages
- Dictionarium latino-ungaricum és Ungaro-latinum (Nuremberg, 1604);
- Psalterium ungaricum… (Herborn, 1607); Kis Cathechismus (Heidelberg, 1607);
- Szent Biblia... (Hanau, 1608);
- Novae grammaticae ungaricae … lifbri duo (Hanau, 1610);
- Postilla Scultetica… (Oppenheim, 1617);
- Az keresztényi religióra és igaz hitre való tanítás… (Hanau, 1624).
- Szent Biblia Azaz Istennec O ÉS Uy Testamentomanac prophetac és apostoloc által megíratott szent könyvei[10].